# Vlag van Yvelines

Vlag van Yvelines

De vlag van Yvelines is de niet-officiële vlag van het Franse departement Yvelines. Net als de meeste andere departementen van Frankrijk heeft Yvelines geen officiële vlag, maar wordt de hier rechts afgebeelde vlag op niet-officiële wijze gebruikt. De vlag is afgeleid van het wapen van dit departement.
De vlag bestaat uit een blauw veld bezaaid met gele lelies, met daarover twee witte golvende schuinbalken.
Het ontwerp is gebaseerd op de vlag van de historische provincie Île-de-France, waarin het departement ligt, met de toevoeging van twee golvende schuinbalken voor de rivieren Seine en Oise. Het wapen werd voor het eerst officieel aangenomen door de Commission Héraldique de Seine-et-Oise in 1943, als het wapen van het voormalige departement Seine-et-Oise, dat in 1964 werd opgesplitst. Het nieuwe departement Yvelines was een van de drie nieuwe departementen die toen ontstonden. Na de oprichting van het departement Yvelines werden ze officieel opnieuw aangenomen in 1967 door de Commission Héraldique des Yvelines.
Naast deze vlag is er een logovlag in gebruik.

Historische vlag van Île-de-France
Logovlag